# Ронта-Кінон-Тав
Ро́нта-Кі́нон-Тав (англ. Rhondda Cynon Taf) — область в складі Уельсу. Розташована на півдні країни. Адміністративний центр — Клайдеч-Вейл.

## Найбільші міста
Міста з населенням понад 10 тисяч осіб:
| № | Місто       | Населення, осіб (2001) |
| - | ----------- | ---------------------- |
| 1 | Ронта       | 59 602                 |
| 2 | Абердер     | 31 705                 |
| 3 | Понтіпріт   | 29 781                 |
| 4 | Маунтін-Еш  | 20 053                 |
| 5 | Ллантрісант | 10 880                 |